# Stegostenopos
Stegostenopos is een monotypisch geslacht van straalvinnige vissen uit de familie van de Amerikaanse mesalen (Hypopomidae).

## Soort
- Stegostenopos cryptogenes Triques, 1997